# Pryvillia
Pryvillia (tiếng Ukraina: Привілля) là một thành phố của Ukraina. Thành phố này thuộc tỉnh Luhansk. Thành phố này có diện tích ? km2, dân số theo điều tra dân số năm 2001 là 9004 người.